# 모티브 코호몰로지
대수기하학에서 모티브 코호몰로지(영어: motivic cohomology)는 호몰로지 이론 중의 하나로서, 대수기하학의 연구 대상인 대수다양체 위에 정의할 수 있는 일종의 '범용 코호몰로지 이론'(universal cohomology theory)이다. 이 이론은 1960년대에, 수학자 알렉산더 그로텐디크에 의해서 처음으로 그 존재성이 예측되었다.
1960년대에 그로텐디크가 이 이론의 존재성을 예측할 당시에는, 이 이론은 아마도 대수기하학의 대수 순환에 관한 표준 가설들(the standard conjectures on algebraic cycles)이 증명되면 이론이 확립될 것이라고 생각하였다. 이러한 가설이 맞다는 가정하에서 적절한 범주론을 사용하여 그로텐디크와 엔리코 봄비에리는 베유 가설(Weil conjecture)에 대한 색다른 증명을 얻어낼 수도 있었다. (베유 가설은, 피에르 들리뉴에 의해서 다른 방식으로 증명되었다.) 하지만, 불행하게도 현재까지도 이 '대수 사이클에 관한 표준 가설들'은 증명되지 않고 있다.
이러한 이유로 인해, 모티브 이론은 단지 직관적이고 모호한 상태로 남아있다. 이 때문에, 예를 들어 장피에르 세르의 경우, 모티브를 가지고 일하기보다는, 복수계의 호환되는 {\displaystyle l}-진 표현(영어: system of compatible l-adic representations) 같은 구체적인 수학적 대상을 가지고 연구하는 것을 선호하였다. 이것은 모티브에 관한 가설들이 맞다면 아마도 모티브만큼 좋은 성질들을 만족할 것이라고 사람들은 생각하고 있다. 어쨌건, 세르는 모티브 대신 이러한 표현들을 이용해서, ℓ진 코호몰로지 안에서의 모티브의 구현에서 등장하는 데이터를 가지고 일하였다.
그로텐디크의 관점에서 보자면, 모티브는, 이러한 ℓ진 코호몰로지에서의 정보들뿐만이 아니라 대수적 드람 코호몰로지나 결정 코호몰로지(영어: crystalline cohomology)에서 나오는 정보들도 모두 가지고 있을 가설 속의 대상이다. 즉, 어떤 의미로 보자면, 모티브 코호몰로지는, 대수기하에서 등장하는 모든 코호몰로지 이론의 어머니 쯤으로 생각할 수 있다는 것이다. 다시 말하자면, 모티브 코호몰로지를 알면, 다른 모든 코호몰로지 이론들은 모티브 코호몰로지의 어떤 일부만을 봄으로써 얻을 수 있다는 것이다. 불행하게도 이러한 가설 속의 이론 개발은 생각보다 많은 발달을 이루지는 못하였으나, 그래도 제법 꾸준한 결과들이 있었다. 예를 들자면 피에르 들리뉴의 절대 호지 순환(absolute Hodge cycle) 이론은 이러한 기술 발달에 기여를 하였다.

## 최근 기술 동향
최근에는 호모토피 이론과 K이론을 대수기하학에 적용함으로써, 블라디미르 보예보츠키는 대수다양체에 쓰일 수 있는 새로운 모티브 식의 호모토피 이론을, 모형 범주(영어: model category)의 형태로 만들어 내었다. 이것을 이용하여, 대수다양체를 위한 모티브 코호몰로지 이론의 한 가지 모델을 만들어 낼 수 있었다.

## 참고 문헌
- Serre, Jean-Pierre; Uwe Jannsen, Steven L. Kleiman (1994). 《Motives》 (영어). Providence, R.I.: American Mathematical Society. ISBN 978-0-8218-1637-0.
- Mazza, Carlo; Vladimir Voevodsky, Charles Weibel (2006). 《Lectures in Motivic Cohomology》. Clay Mathematics Monographs (영어) 2. American Mathematical Society. ISBN 978-0-8218-3847-1. 2015년 1월 18일에 원본 문서에서 보존된 문서. 2014년 8월 19일에 확인함.